# Вукашин Попадич
Вукашин Попадич (на сръбски: Вукашин Попадић) е северномакедонски политик, епидемиолог и микробиолог в СР Македония, по произход от Босна и Херцеговина.

## Биография
Роден е в град Гламоч (днес в Херцегбосненски кантон), Босна и Херцеговина през 1904 г. Завършва медицина в Загреб.
Започва работа в Хигиенния завод в Скопие. Става епидемиолог и микробиолог в Постоянната бактериологична станция в Битоля през 1932 г. По време на Втората световна война работи в Областната лаборатория по хигиената.
До 1944 г. подпомага югославските партизани, след това влиза в техните редове заедно със съпругата си. На второто заседание на Антифашисткото събрание за народно освобождение на Македония става член на разширения състав на Президиума на АСНОМ. Става министър на народното здраве в Социалистическа Република Македония на 16 април 1945 г.
След напускането на министерския пост е директор на Хигиенната служба в Скопие.